# Крешенци, Алессандро
Алесса́ндро Креше́нци (итал. Alessandro Crescenzi; род. 25 сентября 1991, Марино, Лацио) — итальянский футболист, защитник.

## Карьера

### Клубная
Начал карьеру в клубе «Марино 90», после чего перешёл в «Лодиджани», а оттуда в «Рому».
В сезоне 2008/09 попал в первую команду и дебютировал в Серии А 15 марта 2009 года в матче против «Сампдории» (2:2). В сезоне 2009/10 отправился в аренду в «Гроссето».
17 июля 2010 года перешёл в «Кротоне» на правах аренды с правом выкупа. Сезон 2011/12 футболист был арендован «Бари». 2 августа 2012 года Крешенци снова отправился в аренду, но в другой итальянский клуб — «Пескару».
25 января 2013 года присоединился к «Новаре» на правах аренды.

### В сборной
Крешенци дебютировал за сборную до 21 года 25 марта 2009 года в игре против сверстников из Австрии (2:2). До этого он выступал за юношеские команды для игроков до 18 и 19 лет.